# PICOSat
PICOSat (auch STP P97-1 oder fälschlich Picosat 9) ist ein militärischer Technologieerprobungssatellit der Vereinigten Staaten. Er wurde 2001 gestartet und 2004 außer Betrieb genommen.
Da der Satellit über das Space Test Program (STP) realisiert wurde, bekam er die Programmbezeichnung P97-1. Die vollständige Bezeichnung des Satelliten war nach den vier Experimenten an Bord Polymer Battery Experiment, Ionospheric Occultation Experiment, Coherent Electromagnetic Radio Tomography, Optical Precision Platform Experiment Satellite, nach den Anfangsbuchstaben der vier Experimente wurde er jedoch verkürzt als PICOSat bezeichnet.
Nachdem einige zuvor gestartete Pico-Satelliten, deren Umlaufbahnen nicht eindeutig zugeordnet werden konnten, mit Picosat 1 bis Picosat 8 bezeichnet wurden, trägt PICOSat im USSPACECOM-Katalog auch die Bezeichnung Picosat 9, obwohl er zu diesen Kleinstsatelliten keine Beziehung hat.

## Aufbau
Das US-Verteidigungsministerium vergab den Auftrag im Mai 1997 an die britische Firma Surrey Satellite Technology (SSTL). Der Satellit wurde auf Basis des kommerziellen Satellitenbus SSTL-70 entwickelt. Die Stromversorgung wurde über Solarzellen gewährleistet. PICOSat verwendete zur Lageregelung eine passive Gravitationsstabilisation.
Folgende Experimente befanden sich an Bord:
- Polymer Battery Experiment (PBex) des Applied Physics Laboratory
- Ionospheric Occultation Experiment (IOX) der US Air Force und der The Aerospace Corporation
- Coherent Electromagnetic Radio Tomography (CERTO) des United States Naval Research Laboratory
- Optical Precision Platform Experiment (OPPEX) des Air Force Research Laboratory

## Mission
PICOSat wurde am 30. September 2001 um 02:40 UTC mit einer Athena-1-Trägerrakete vom Kodiak Launch Complex in Alaska zusammen mit Starshine 3, PCSat-1 und SAPPHIRE in eine erdnahe Umlaufbahn gebracht. Dieser erste orbitale Start von Alaska wird auch als Kodiak Star bezeichnet.
Der Satellit wurde von der SSTL-Bodenstation im britischen Guildford gesteuert. Eine weitere Bodenstation befand sich bei der US Air Force Academy in Colorado Springs. Die Mission war für drei Jahre ausgelegt, der Betrieb wurde Ende 2004 eingestellt.

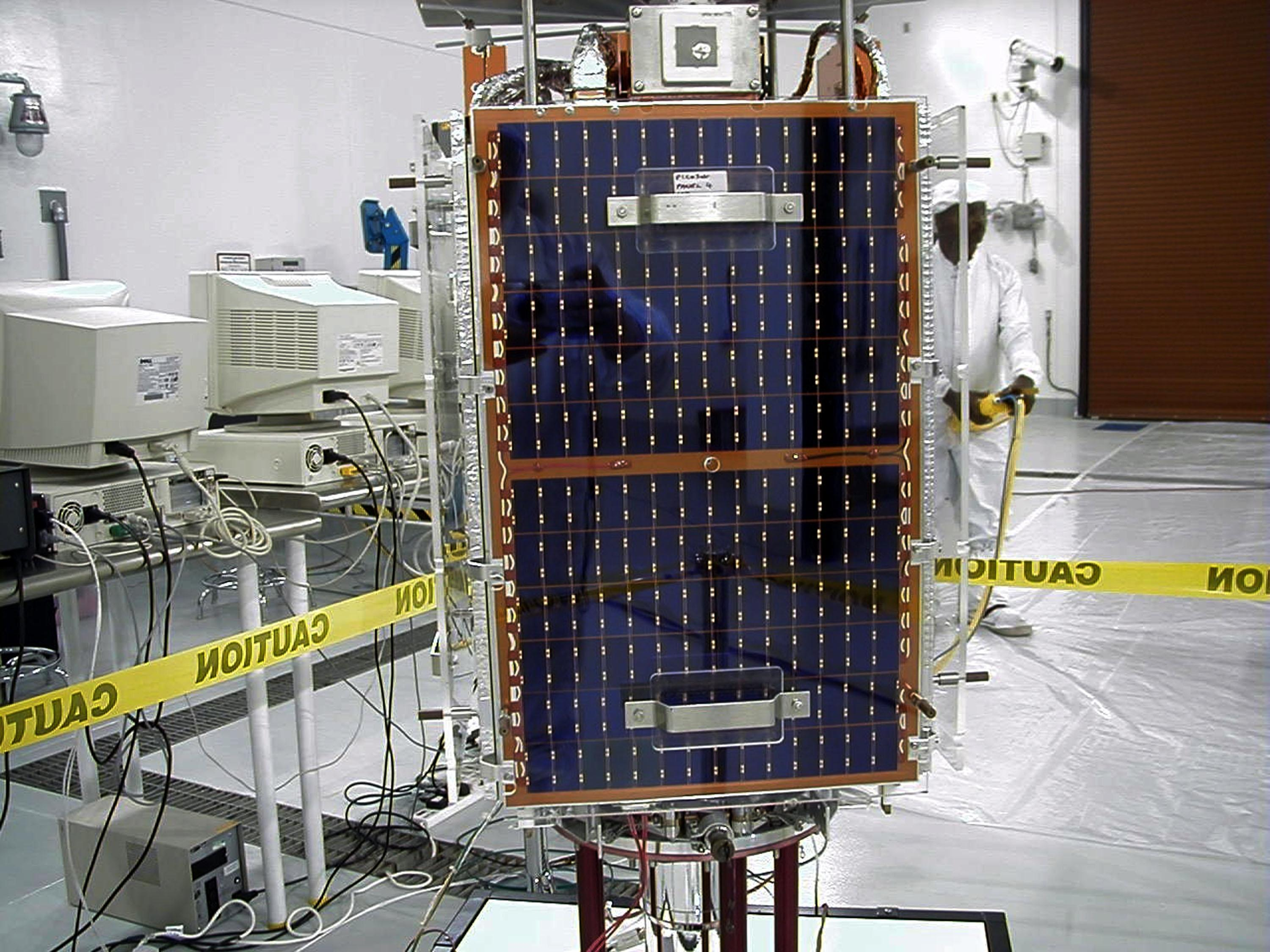
PICOSat bei den Startvorbereitungen
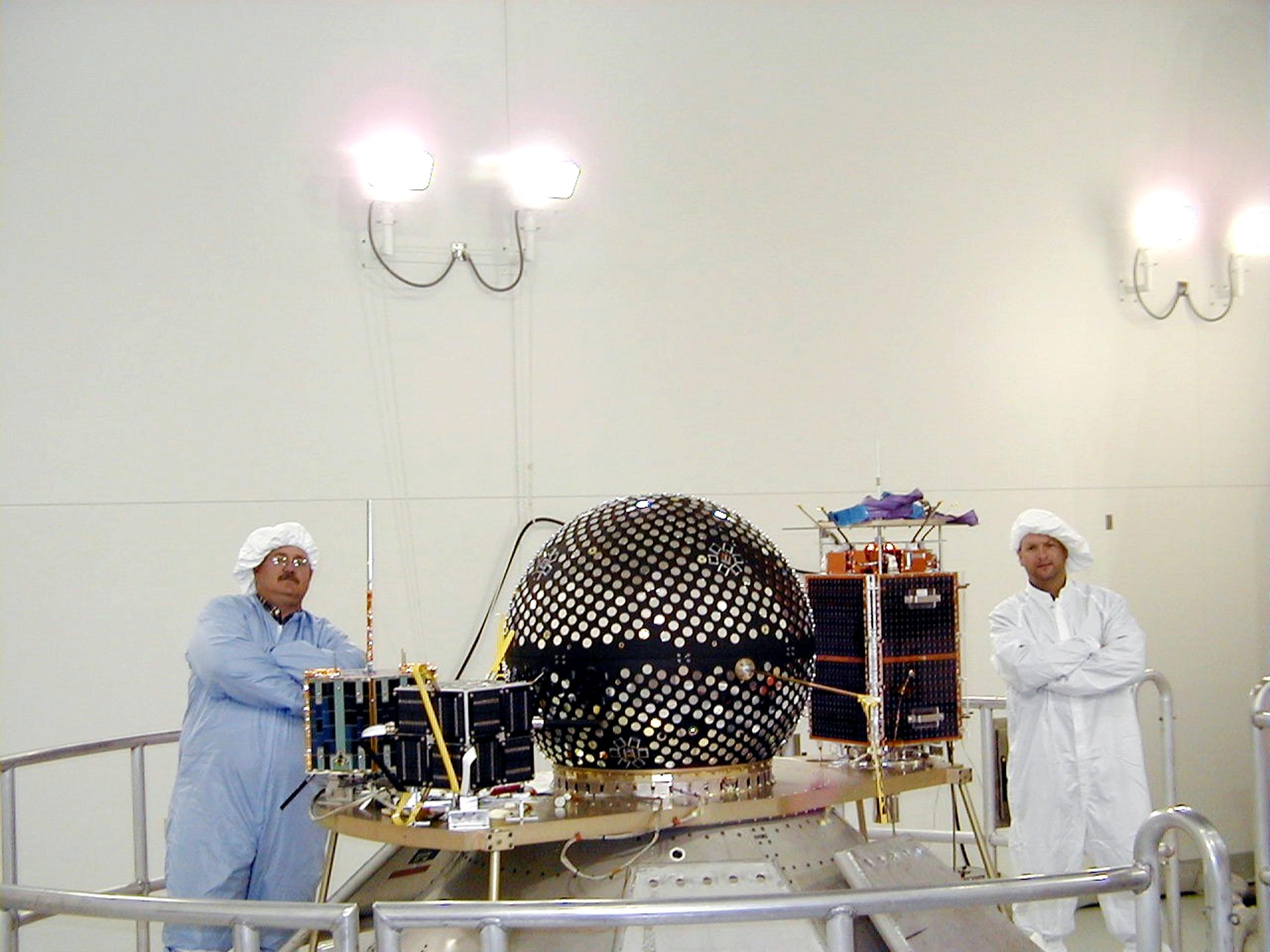
PICOSat (rechts) und die anderen Nutzlasten der Kodiak-Star-Mission bei den Startvorbereitungen
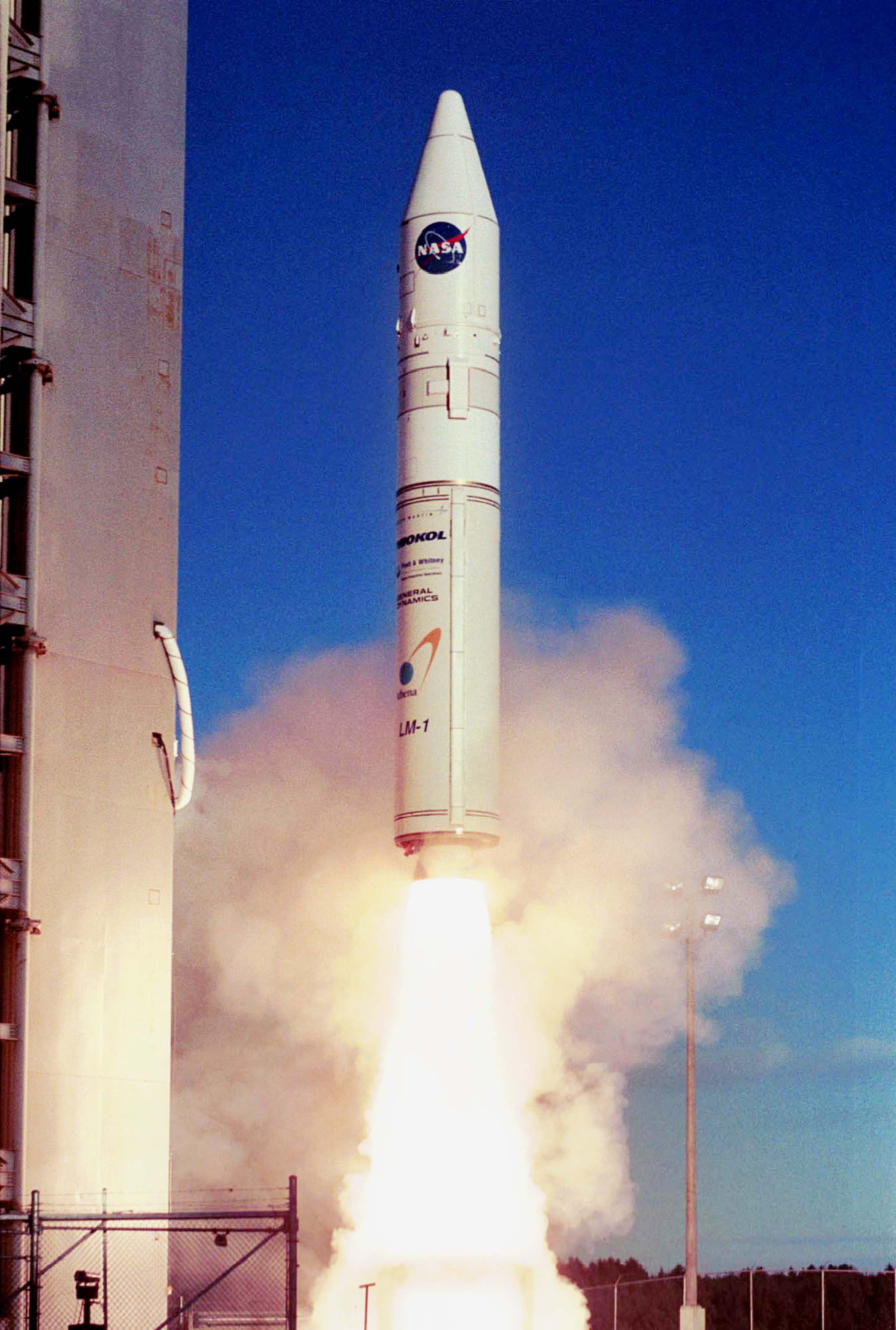
Start der Athena-1 mit PICOSat
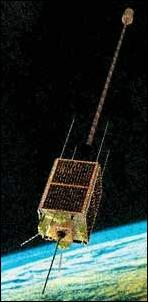
Künstlerische Darstellung von PICOSat im Orbit